# Лепар
Лепар је мајстор занатлија који је вршио лепљење зидова кућа од набоја или од земљаних цигала. 

## О занату
Већина равничарских кућа у прошлости се градила набојем, од земље набијане маљевима, и земљаним циглама. Зидови у таквим кућама се нису малтерисали него лепили.

### Процес лепљења зидова
Смеса за лепљење зидова се правила од жуте земље која се мешала са водом и ситном плевом, те се месила у блато. Лепари, којих је било обично више при раду, поливали су земљу водом коју су кружно обликовали и мотикама мешали и иситњавали је, посипали плеву по насталом блату и босим ногама газили мешајући ту лепљиву смесу којој су с времена на време додавали још по мало воде или ситне плеве. Мајстори су знали под ногама осетити када је блато спремно. Оно је било спремно за лепљење кад би под ногама пуцкетало као умешено тесто за хлеб. То "мешење" се понављало неколико пута, остављало се да одстоји, "да се одмори".
Мајстори лепари би тада узимали лопарице, равне лопатице за глачање блата, рукама обликовали лопте од блата и лупали их од зид, затим лопарицама размазивали и равнали зидове. Зидове би кречили још док се добро нису осушили након лепљења. На тај начин још не сасушено блато упијало је креч и тада се очвршњавало.
Веома вешти мајстори лепари на нашим просторима били су Роми.